# Kristin Asbjørnsen
Pour les articles homonymes, voir Asbjørnsen.
Kristin Asbjørnsen, née le 12 mai 1971 à Lillehammer en Norvège, est une chanteuse et compositrice norvégienne.

## Biographie
Kristin Asbjørnsen nait le 12 mai 1971 à Lillehammer, en Norvège, d'un père pasteur et d'une mère physiothérapeute. Elle grandit ensuite dans le nord du pays, au sein de cette famille de cinq enfants, chrétienne et mélomane. À l'âge de onze ans, elle donne à son père une cassette intitulée « Feelin' Spirit », où elle reprend des chansons de negro spiritual de l'afro-américaine Marit Carlsen. Elle prend des cours de chants à Lillehammer, puis part étudier le chant et la composition au conservatoire de jazz de Trondheim. Elle y fait la rencontre du batteur Martin Smidt, qu'elle rejoindra plus tard au sein du groupe Coloured Moods (plus tard Dadafon), qu'il fonde en 1995. Dans cette formation mêlant jazz, rock et musique africaine, elle commence à se faire connaître. Elle participe toujours à ce groupe en tant que compositrice. En plus de son travail avec Dadafon, Asbjørnsen est membre des formations Kvitretten et Krøyt. En 2004, elle a chanté sur l'album de chants de marins du musicien norvégien et auteur Ketil Bjørnstad.
En 2006, elle signe son premier album solo avec la bande originale du film Factotum de Bent Hamer, puis enchaîne avec des albums plus personnels qui la font connaitre hors de la Norvège.

## Projets

### Projets collectifs

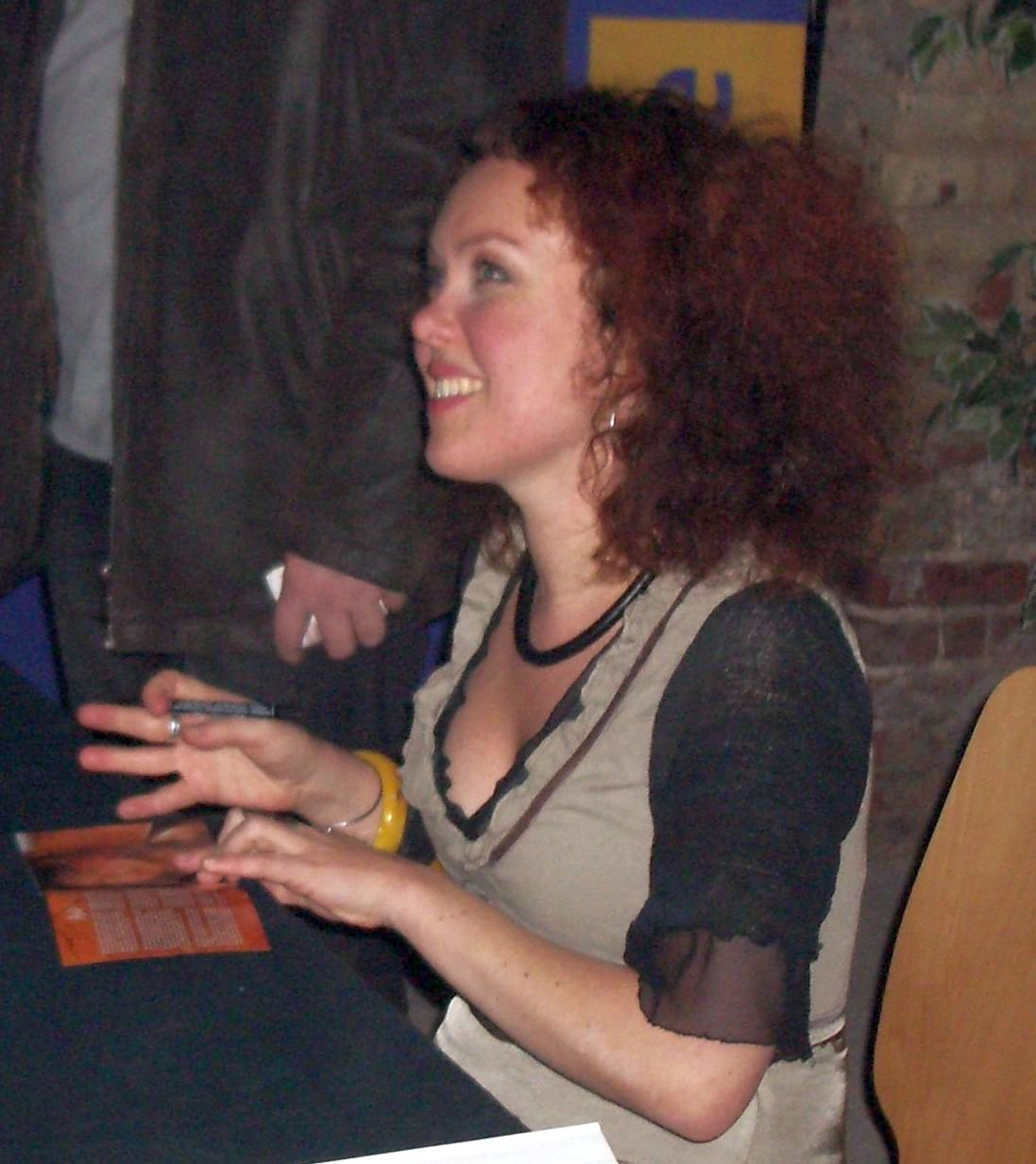
Kristin Asbjørnsen en 2008 au festival de jazz de Saint-Ingbert, Allemagne.

#### Dadafon
Fondé en 1995 sous le nom de Coloured Moods (humeurs colorées), le groupe est rebaptisé en 2000 en Dadafon. Son style musical est un mélange de jazz, rock et pop, souvent mélangés avec des éléments de musique africaine. Les albums de Dadafon n'ont jusqu'à présent pas connu de grand succès commercial, mais sont très appréciés par la critique et par les « initiés ». Le premier album du groupe (à l'époque Coloured Moods) a été publié en 1998, le dernier album Love Lost Chords en 2005. En 2006, le groupe était formé de Kristin Asbjørnsen au chant, de Jostein Ansnes à la guitare et au chant, d'Øyvind Engen au violoncelle et au piano, d'Eirik Øien à la basse et à la trompette, et de Martin Langlie à la batterie et au clavier.

#### Kvitretten
Kristin Asbjørnsen a rejoint en 1994 l'ensemble vocal Kvitretten, fondé en 1991, et qui est composé depuis 1997 du quatuor de chanteurs Kristin Asbjørnsen, Tone Åse, Solveig Slettahjell et Eldbjørg Raknes. Avec des compositions originales et des morceaux contemporains de musiciens de jazz norvégiens, ils donnent de nombreux concerts dans les pays scandinaves et en Allemagne. Leur premier album, « Voices », est sorti en 1996 et a été nommé pour le prix norvégien Spellemannprisen. En 2002, sort l'album « Kloden er en snurrebass som snurrer oss » (littéralement La Terre est une toupie qui nous tourne), en collaboration avec le poète norvégien Torgeir Pedersen Rebbolledo.

#### Krøyt
En 1993, Kristin Asbjørnsen fonde le groupe Krøyt avec Øyvind Brandtsegg et Thomas T. Dahlen. Ils jouent avec succès dans des festivals en Scandinavie, en France, en Allemagne et aux États-Unis. En 1997 sort leur premier album, « Sub ». Sorti en 1999, leur second album, « Low », remporte en 2000 le prix Spellemannprisen. En 2001, deux albums paraissent, « Body Electric » et « One Heart is too Small ». Depuis, Krøyt a collaboré avec d'autres formations, comme le quatuor à cordes suédois Flesh Quartet et le norvégien Vertavo String Quartet, et en 2005 avec le violoncelliste suédois Svante Henryson.

#### Ensemble Tord Gustavsen

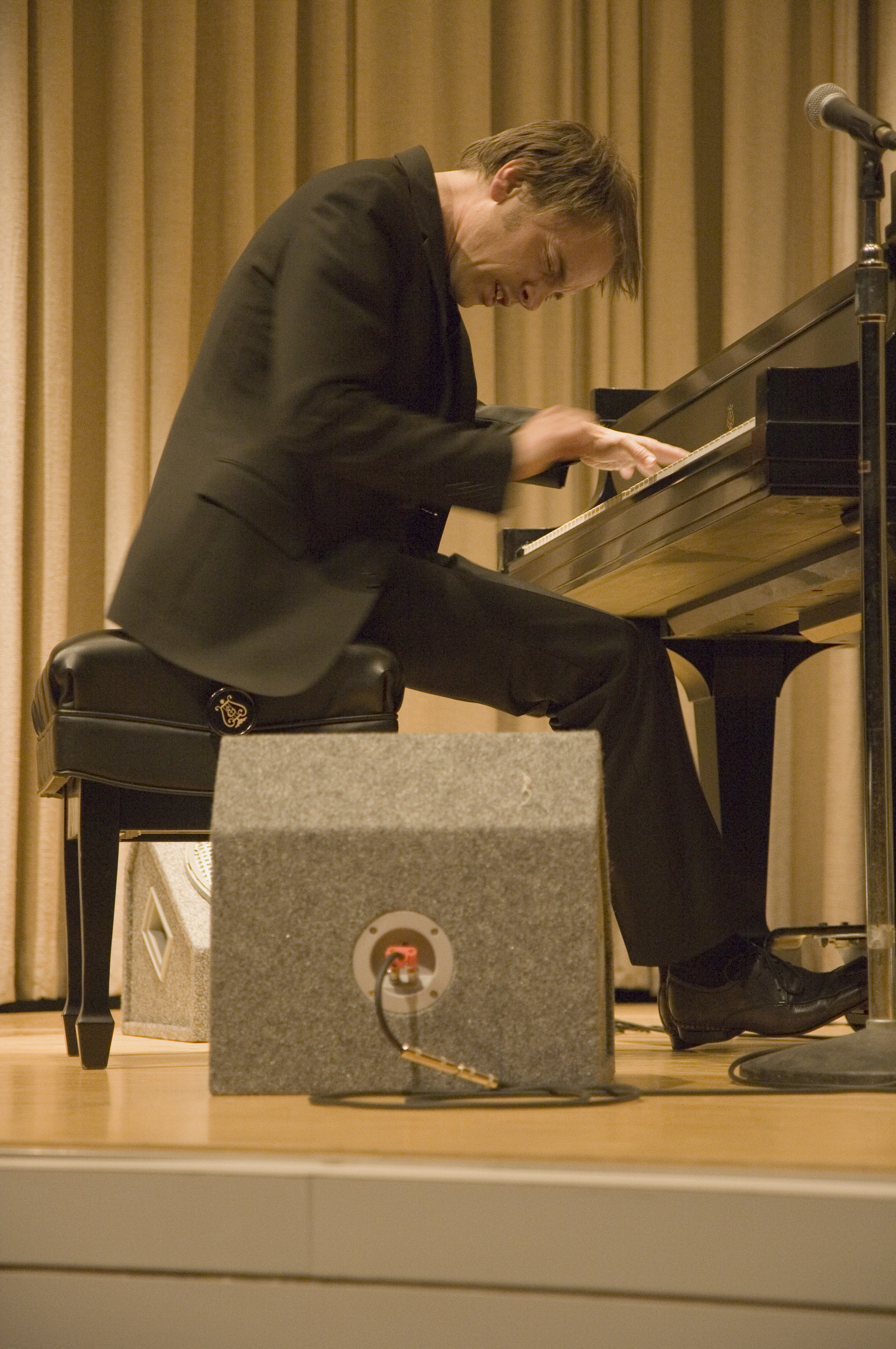
Le pianiste Tord Gustavsen.

Tord Gustavsen est un pianiste norvégien que Kristin Asbjørnsen connait depuis 1998. En 2007, elle participe au collectif formé par celui-ci, au côté de Jostein Ansned (Dadafon), Jarle Bernhoft et Anders Engen. L'album est distribué en septembre 2007 en Norvège, et sort en 2008 à l'étranger.

### Projets individuels
À côté de sa participation à ces groupes, Kristin Asbjørnsen une carrière solo. En 2004, elle était à côté de Nils Petter Molvær et Eivind Aarset sur l'album de chants de marins norvégiens du pianiste et auteur Ketil Bjørnstad.

#### Bandes originales de film
En 2005, elle écrit la bande originale du film Factotum du réalisateur norvégien Bent Hamer, sur la vie de Charles Bukowski. La même année, elle reçoit en Norvège pour ce travail le prix de la meilleure musique de film. L'album est publié début 2006.

#### Gospel et Spirituals
Fille de pasteur, Kristin Asbjørnsen est en contact depuis l'enfance avec la musique religieuse protestante. À l'âge de onze ans, elle donne à son père une cassette intitulée « Feelin' Spirit », où elle reprend des chansons de negro spiritual de l'afro-américaine Marit Carlsen. En 1990, elle rencontre Ruth Reese, chanteuse américaine originaire de Chicago mais installée en Norvège depuis 1960. Morte en 2000, celle-ci a légué à Kristin sa vaste collection de recueil spirituels, en grande partie inconnus.
À l'automne 2006, sort l'album « Wayfaring Stranger: A Spiritual Songbook », sur lequel elle reprend plusieurs de ces chants arrangés par Ruth Reese. Cet album la fait connaître en France, en particulier la chanson « Trying to get home ».
Son deuxième album solo, « The Night Shines Like the Day », sort en 2009 (en France, le 25 janvier 2010). Elle y est accompagnée par le pianiste Tord Gustavsen et Jostein Ansned (Dadafon), également producteur de l'album. Il est récompensé par le prix de la société des auteurs-compositeurs norvégiens, pour la chanson « Snowflake », et reçoit également le prix Mondomix-Babel Med.

## Discographie
En solo
- 2006 Factotum (bande originale du film Factotum, de Bent Hamer
- 2006 Wayfaring Stranger: A Spiritual Songbook
- 2009 The Night Shines Like the Day
- 2013 I'll Meet You in the Morning

Avec Dadafon
- 1998 Coloured Moods (du nom du groupe à l'époque)
- 2001 And I Can't Stand Still
- 2002 Release Me (maxi)
- 2002 Visitor
- 2004 Harbour
- 2005 Lost Love Chords

Avec Kvitretten
- 1996 Voices
- 1999 Everything Turns
- 2002 Kloden er en snurrebass som snurrer oss

Avec Krøyt
- 1997 Sub
- 1999 Low
- 2001 Body Electric
- 2001 One Heart is too Small

Collaborations ponctuelles
- 2007 Hervorgegangen (avec Tord Gustavsen)
- 2008 Nymark Collective (reprises de Bessie Smith)

Compositrice
- 2004 Seafarer's Song (avec Ketil Bjørnstad)

## Sources
- (de) Cet article est partiellement ou en totalité issu de l’article de Wikipédia en allemand intitulé « Kristin Asbjørnsen » (voir la liste des auteurs).